# Abdullah Al-Falasi
Abdullah Essa Al-Falasi (6 maggio 1977) è un ex calciatore emiratino, di ruolo difensore.